# Uhm Jung-hwa
Uhm Jung-hwa (hangul: 엄정화; MR: Ŏm Chŏng-hwa; Jecheon, 17 de agosto de 1969), é uma cantora, atriz e dançarina sul-coreana. Ela é considerada umas das mulheres mais influentes da indústria do entretenimento coreana. 

## Biografia
Ea é mais conhecida pelos filmes "Marriage is a Crazy Thing", "My Lovely Week" e "Princess Aurora". O ator Uhm Tae-woong é seu irmão mais novo. Como cantora, é reconhecida como ícone do K-pop dos anos 1990.
Uhm começou sua carreira como um membro do coro de MBC, uma das três maiores empresas de radiodifusão da Coreia do Sul, de 1987 até 1990. Ela fez sua estréia no cinema de 1991-1994 no filme chamado "Marriage Story", e lançou seu primeiro álbum de estúdio "Sorrowful Secret" do mesmo ano.
Em 1 de Julho de 2008, lançou o EP nomeado D.I.S.C.O., que foi totalmente produzido por YG Entertainment, apesar de ter contrato assinado com outra gravadora.
Deixando de lado o lado artístico, Uhm Jung-Hwa lançou uma grife de lingeries nomeada Zuhm, que foi avaliada em 10 milhões de dólares meses depois de sua criação.
Considerada uma das mulheres mais influentes na indústria de entretenimento coreana, muitas mulheres coreanas reconhecê-la como seu modelo.

## Carreira

### Início da vida
Uhm nasceu em Jecheon, Chungcheong do Norte, na Coreia do Sul. Ela é a segunda filha de Yoo Gyeong-sook e Uhm Jin-ok, uma professora de música que morreu em um acidente de moto quando ela tinha seis anos. Seu mais novo e único irmão Uhm Tae-Woong é um ator. Após a morte de seu pai, sua família lutou com dificuldades financeiras.

### Carreira musical
Uhm Jung-hwa estreou oficialmente como cantora em 1993 com seu primeiro álbum de estúdio "Sorrowful Secret". Em meados dos anos 90, ela se estabeleceu como uma das principais cantoras coreanas e artistas, com uma série de singles de sucesso: "Sad Expectation", "A Love Only Heaven Permits", "Rose of Betrayal", e "Tell Me".
O quarto álbum de estúdio do Uhm, "Invitation", introduziu um novo lado maduro da cantora. O vídeo da música para sua faixa-título causou muita controvérsia devido à sua natureza sugestiva. Invitation rapidamente se tornou um dos maiores álbuns mais vendidos do ano e recebeu críticas positivas dos críticos e fãs.
Ela lançou dois de seus singles mais reconhecíveis de sua carreira, "Poison" e "Invitation". Ela permaneceu bem sucedida no ano seguinte, em 1999, com o seu quinto álbum de estúdio intitulado "005.1999.06"

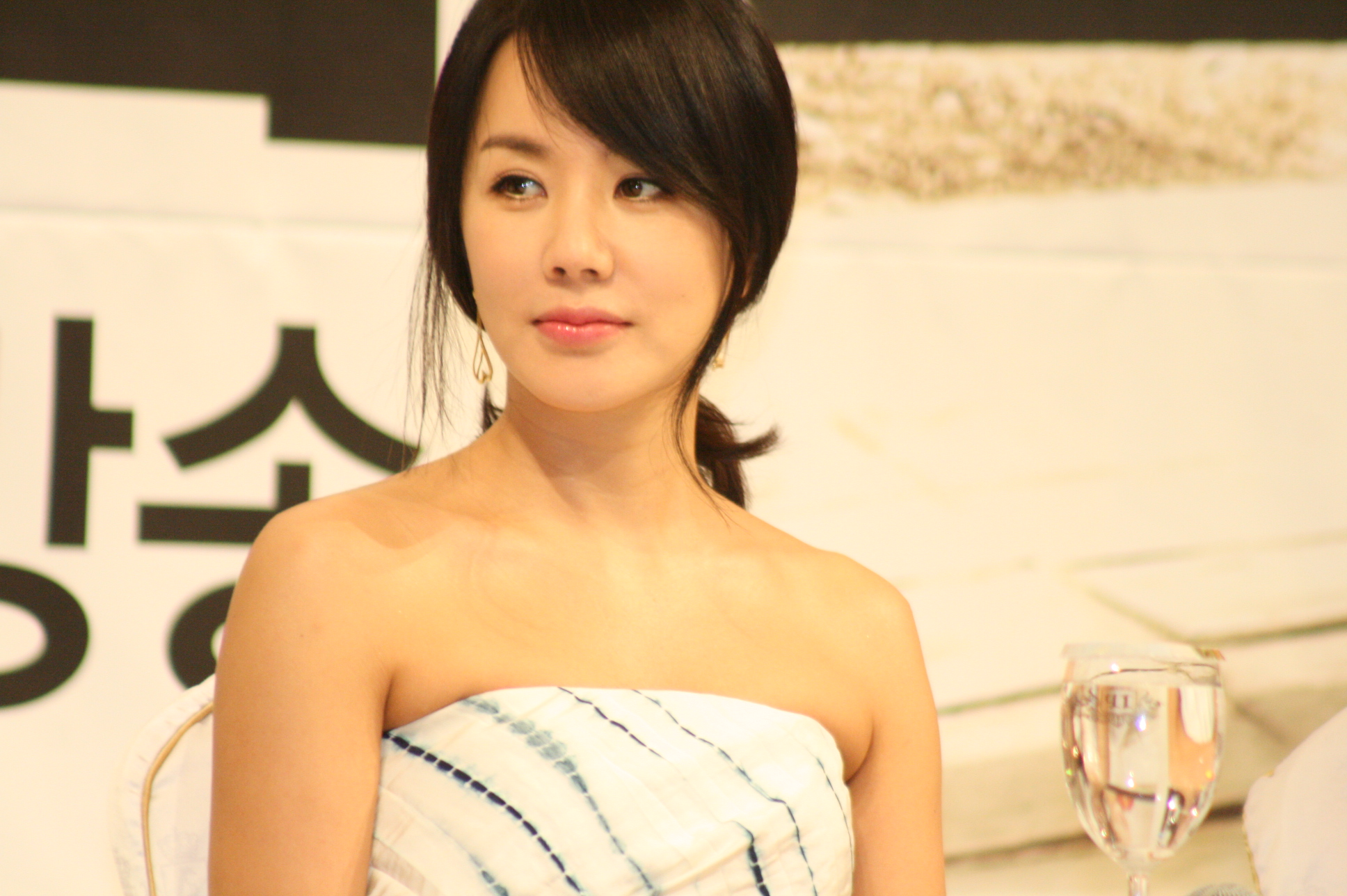
Uhm Jung-hwa na conferência de imprensa do "He Who Can't Marry" no dia 9 de junho de 2009.

### 2000–presente
Durante a década de 2000, Uhm Jung-hwa começou a se concentrar mais em sua carreira de atriz e se comprometeu a assumir uma variedade de papéis de atuação. Ela também começou a perseguir e experimentar com diferentes gêneros musicais, em particular electronica . Em 2004, ela lançou seu álbum duplo "Control Self" , que contou com canções compostas por Jung Jae-Hyung , Fractal e Roller Coaster. Os críticos de música elogiaram Uhm por sua capacidade de reinventar sua imagem e som.

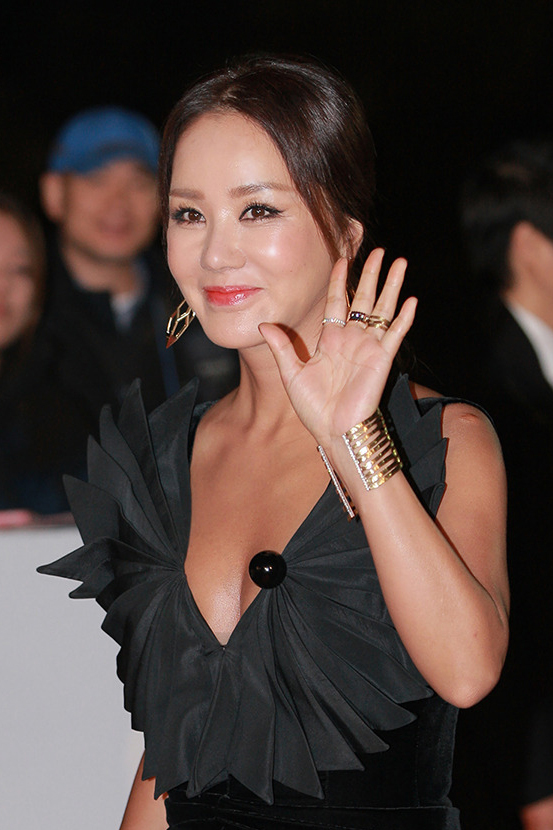
Uhm Jung-hwa no red carpet do Blue Dragon Film Awards em 2013.

Depois de uma pausa de dois anos do cenário musical, ela lançou seu nono álbum de estúdio "Prestige" . Ao longo do ano, ela lançou dois singles, "Come 2 Me" e "Song of the Wind" (em coreano: 바람의 노래; Baram-ui Norae ), cada um gostava de recepção crítica positiva. No início de 2007, ela ganhou um prêmio no Korean Music Awards na categoria Best Electronic Dance Record.
No verão de 2008, ela lançou seu primeiro EP intitulado "D.I.S.C.O" com a ajuda de seu amigo de longa data Yang Hyun-suk da YG Entertainment . O chumbo "DISCO" single destaque com T.O.P, um membro da popular boy group BIGBANG. O EP foi um dos álbuns mais vendidos por uma artista feminina em 2008, e foi promovida pelo single digital "D.I.S.C.O Part 2", que era uma versão remix de "DISCO" e contou com G-Dragon, líder do Big Bang.

### Carreira de Atriz
Uhm Jung-hwa estabeleceu-se como uma das principais atrizes da Coréia do Sul. Ela é conhecida por seus papéis nos filmes "'Marriage Is a Crazy Thing", "Singles", "Princess Aurora", '"'Dancing Queen", "A Witch's Romance" e "Haeundae" (conhecido no Brasil como "Tsunami: A Fúria do Oceano"), que se tornou um dos filmes de maior bilheteria na Coréia. Ela ganhou dois "Baeksang Arts Awards" para Melhor Atriz, em 2002, para Marriage Is a Crazy Thing e novamente em 2012 para Dancing Queen.

### Linha de moda
Uhm lançou sua nova linha de roupas e lingerie, "Corner Suite" e "ZHUM in New York", que fez US$ 10 milhões de dólares no prazo de 3 meses de seu lançamento. "Corner Suite" tornou-se um sucesso instantâneo quando a linha estreou em mercados on-line. A linha imediatamente esgotou. Os planos futuros incluem colocar sua linha de roupas em mais canais de compras em casa, como a demanda por ele é grande.

### Saúde
Uhm Jung-hwa foi diagnosticada com Câncer de tireoide, mas totalmente recuperada após a cirurgia em maio de 2010. Uhm disse que se sentia um pouco de medo que antecederam a cirurgia, mas em vez de ser desencorajada pela dor que ela estava sentindo, ela se dedicou a ajudar os outros inspirando-os. "Eu quero usar meu talento e influência de uma maneira significativa", disse ela. 